# 太宰治記念館 「斜陽館」

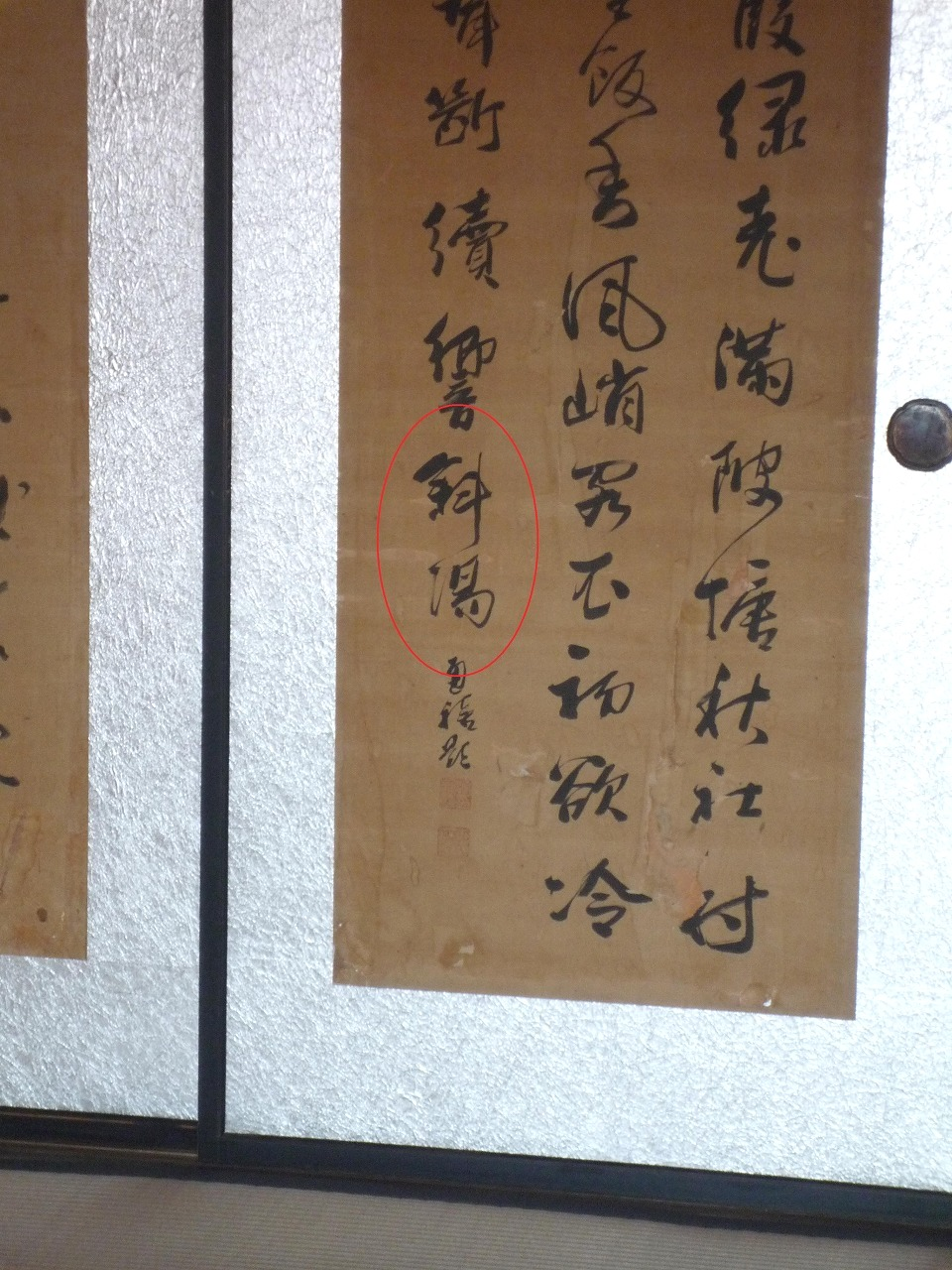
斜陽館2階、通称「斜陽の間」の襖にある「斜陽」の文字（赤丸は加工したもの）

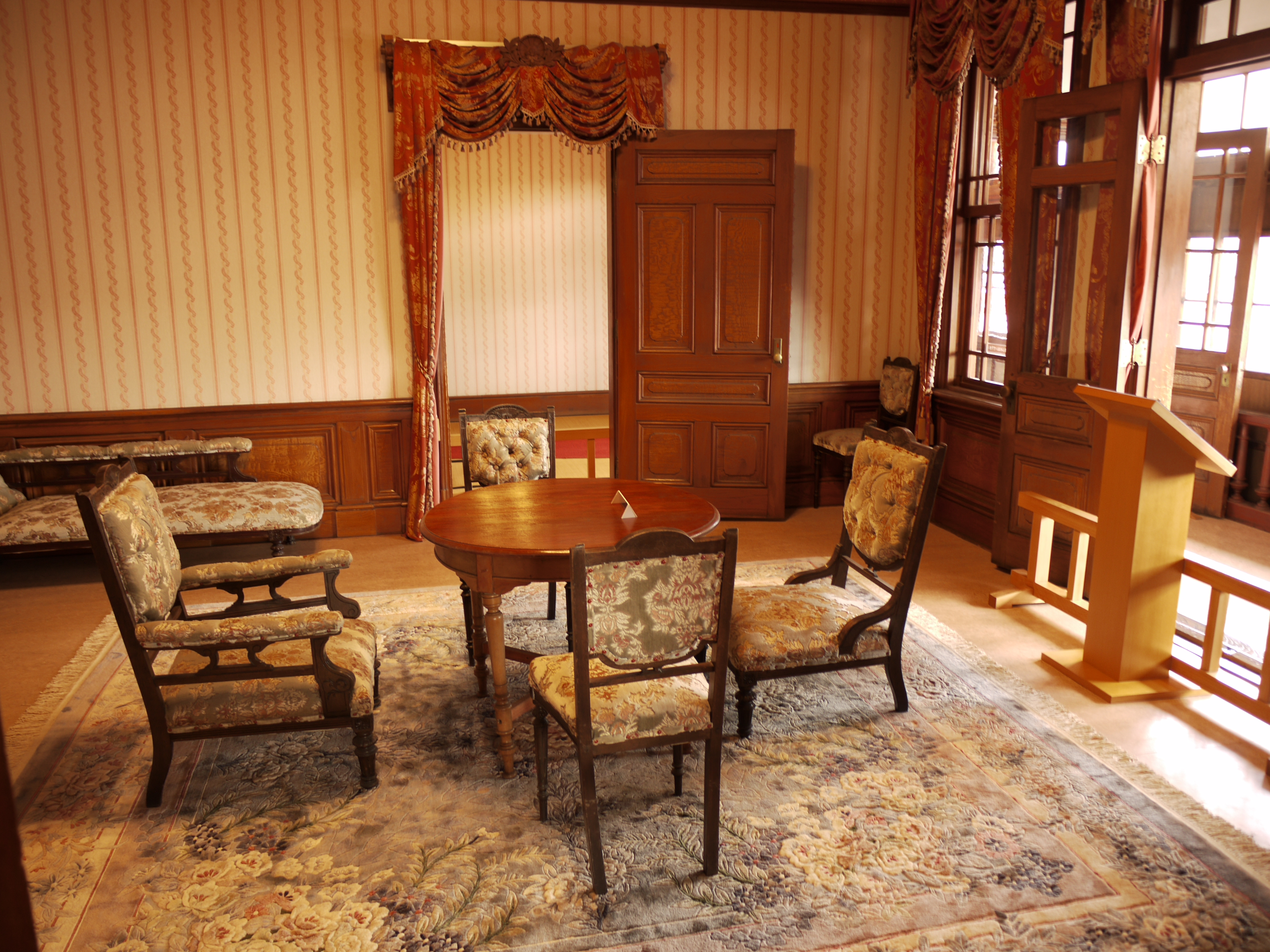
2階応接室（2012年5月）

太宰治記念館 「斜陽館」（だざいおさむきねんかん しゃようかん）は、青森県五所川原市にある小説家太宰治の生家。現在は、五所川原市太宰治記念館「斜陽館」として、五所川原市立の施設となっている。また、近代和風住宅の代表例として2004年（平成16年）国の重要文化財に指定されている。

## 概要
建物は1907年（明治40年）に太宰の父で衆議院議員であった津島源右衛門によって建てられたもの。当時の住所は青森県北津軽郡金木村。
太宰が中学進学に伴い1923年（大正12年）に青森市へ転居するまでこの家で暮らした。東京へ出た後、共産党の非合法活動に協力したり、何度か心中を繰り返したため郷里から勘当された。勘気を許されてこの家に戻る事が許されたのは、1942年（昭和17年）に太宰の母タネが亡くなった後である。その後1945年（昭和20年）、太宰は戦況悪化に伴い妻子を連れて疎開。翌年までこの地にとどまり、文筆活動を続ける。小説『思ひ出』や『津軽』等には太宰がこの家に対して抱いたイメージが記されている。
太宰の死後1950年（昭和25年）に津島家はこの家を売却。町内の旅館経営者が買収し太宰治文学記念館を併設した旅館として改装され太宰の小説『斜陽』から「斜陽館」と命名された。1950年から営業をはじめた旅館「斜陽館」は太宰ファンが多く宿泊に訪れており、中には喫茶店も併設されていた。また文学記念館は宿泊者以外にも公開され、多くの太宰ファンでにぎわった。
1967年（昭和42年）、太田治子の手記を原作とする映画『斜陽のおもかげ』が公開される。太田治子を演じる吉永小百合が津軽を訪ねる場面では実際に斜陽館で撮影が行われている。
1988年（昭和63年）ごろから宿泊客が減少し、さらに1990年（平成2年）に所得税の申告漏れにより1億円あまりの追徴課税を受けたため経営が悪化。これにより、経営者が手放す旨を発表した。これに対して、1996年（平成8年）金木町（当時）は経営者から斜陽館を買い取り、町営の文学記念館として再出発することになった。旅館は1996年4月7日に廃業し、1998年（平成10年）、名称が現在の《太宰治記念館 「斜陽館」》と改められて改装オープンした。新しく改装された斜陽館では従来のような宿泊は出来なくなったものの太宰の文学資料、また昭和初期の大地主であった津島家の貴重な資料を展示する資料館として多くの観光客、太宰ファンが訪れている。

## 建築概要
- 設計 – 堀江佐吉
- 竣工 - 1907年（明治40年）
- 構造・規模 - 木造2階建て入母屋造り
- 所在地 - 〒037-0202 青森県五所川原市金木町朝日山412-1
- 文化財指定 – 国の重要文化財（2004年（平成16年）12月指定）

当館は木造2階建てで、青森県産材であるヒバをふんだんに使用し、階下11室278坪、2階8室116坪、付属建物や泉水を配した庭園など合わせて宅地約680坪の規模を有する大地主の豪邸である。外観は和風住宅であり、間取りも大規模ではあるものの津軽地方の町屋の間取りを踏襲したものとなっているが、内部には洋風の旧銀行店舗部分や階段室、応接間等があり、また屋根構造は和小屋組ではなくトラス構造となっているなど、和洋折衷建築となっている。向かいに青森みちのく銀行金木中央支店があるが、偶然向かい合っているのではなく、明治時代に津島家が営んでいた金木銀行が青森銀行・青森みちのく銀行に引き継がれているからである。「斜陽館」は明治時代の地方の銀行建築でもあり、主屋をはじめ文庫蔵・中の蔵・米蔵等の大型の土蔵や敷地周囲の長大な煉瓦塀といった屋敷構え全体がほぼ当時のまま保存されている。小説家太宰治の生家としての記念的建造物であるとともに、近代和風建築や大地主の屋敷構えの貴重な遺構となっており、付属建物や土地を含めて国の重要文化財に指定されている。なお、建築工事の依頼を受けたのは、弘前市を中心に近代建築を後世に残している堀江佐吉で、設計も佐吉によると思われるが、本人は完成を見ることなく亡くなっており、棟梁を四男の斉藤伊三郎がつとめて完成させた。

## 文化財
重要文化財
- 旧津島家住宅
  - 主屋 附:棟札1枚
  - 文庫蔵 附:棟札1枚
  - 中の蔵
  - 米蔵
  - 煉瓦塀（2棟）
  - 土地 2,255.55平方メートル

主屋は西を正面とし、西面南寄りに入母屋屋根の玄関がある。玄関の左手には「店」（金融執務室）、右手には事務室があり、「店」の奥には和室がある。玄関を抜けた先は居住空間で、南側を幅の広い「通りにわ」（土間）とし、北側は東西3室・前後2列の計6室を設ける。室名は前列が西から「前座敷」、「茶の間」、「常居」、後列が西から「仏間」、「小座敷」、「小間」となる（室名は資料によって差異がある）。これらの室の東側は広い「板の間」とする。板の間は天井を張らず、トラスの小屋組を見せる。土間の南、建物の東南側の室は現在は休憩室となっているが、当初は女中部屋で、その後炊事場となっていた。玄関脇の階段を上った2階は洋間の応接室のほか、和室7室を設ける。主屋の東に「中の蔵」、その東に「米蔵」、主屋の北に「文庫蔵」（現・展示室）が建つ。津島家住宅は、津軽地方の伝統的な町屋の形式を踏襲しつつ、店、応接室などに洋風意匠を取り入れている。当住宅は、著名作家の生家であるとともに、大規模で質の高い邸宅建築で、蔵、煉瓦塀、庭園などを含む屋敷構えが良好に保存されていることから、文化財としての価値も高い。

## 交通アクセス
- 津軽鉄道線金木駅下車、徒歩約7分。
- 弘南バス小泊線「斜陽館前」下車。

## ギャラリー

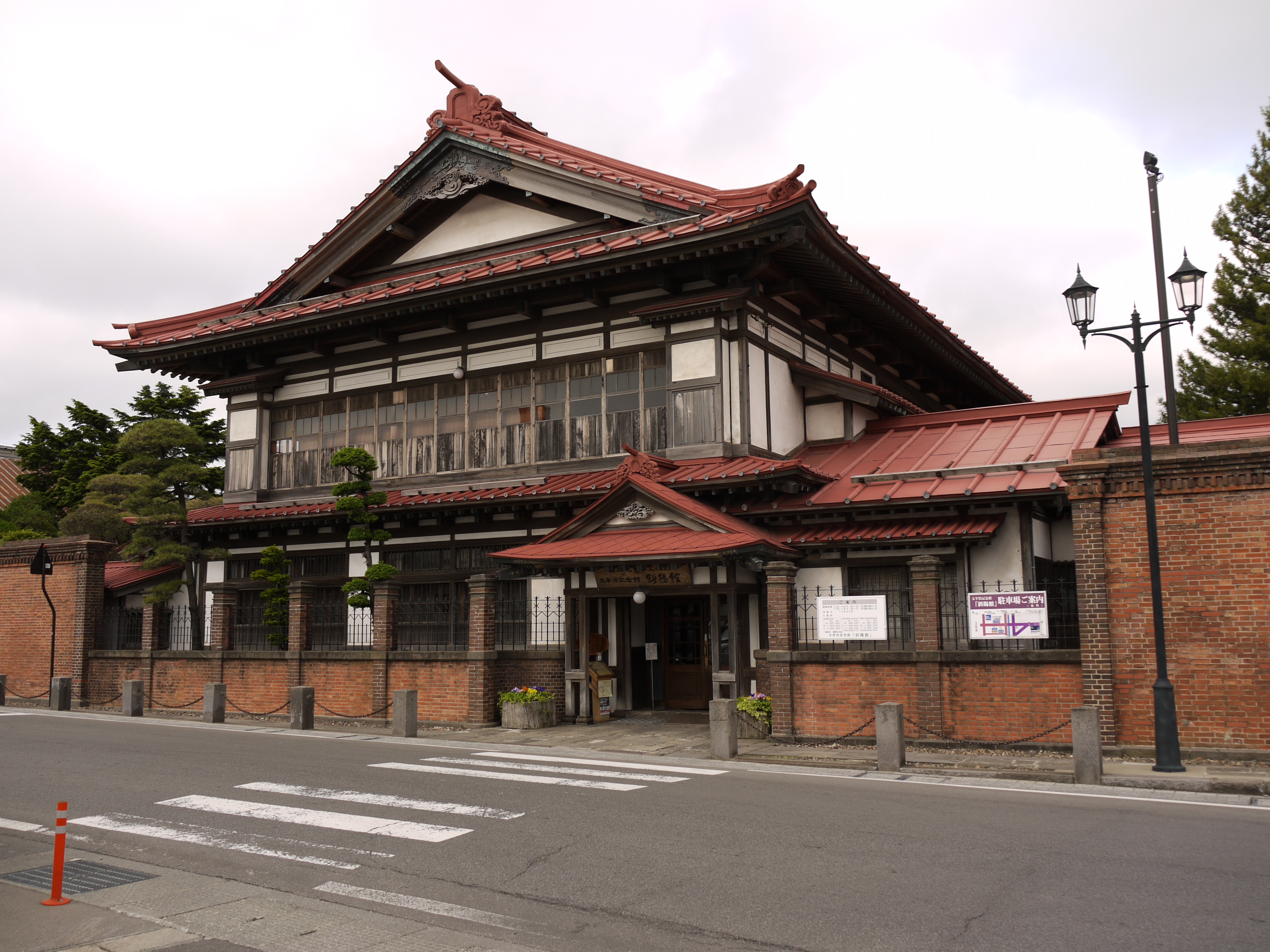
主屋西側正面（2012年5月）
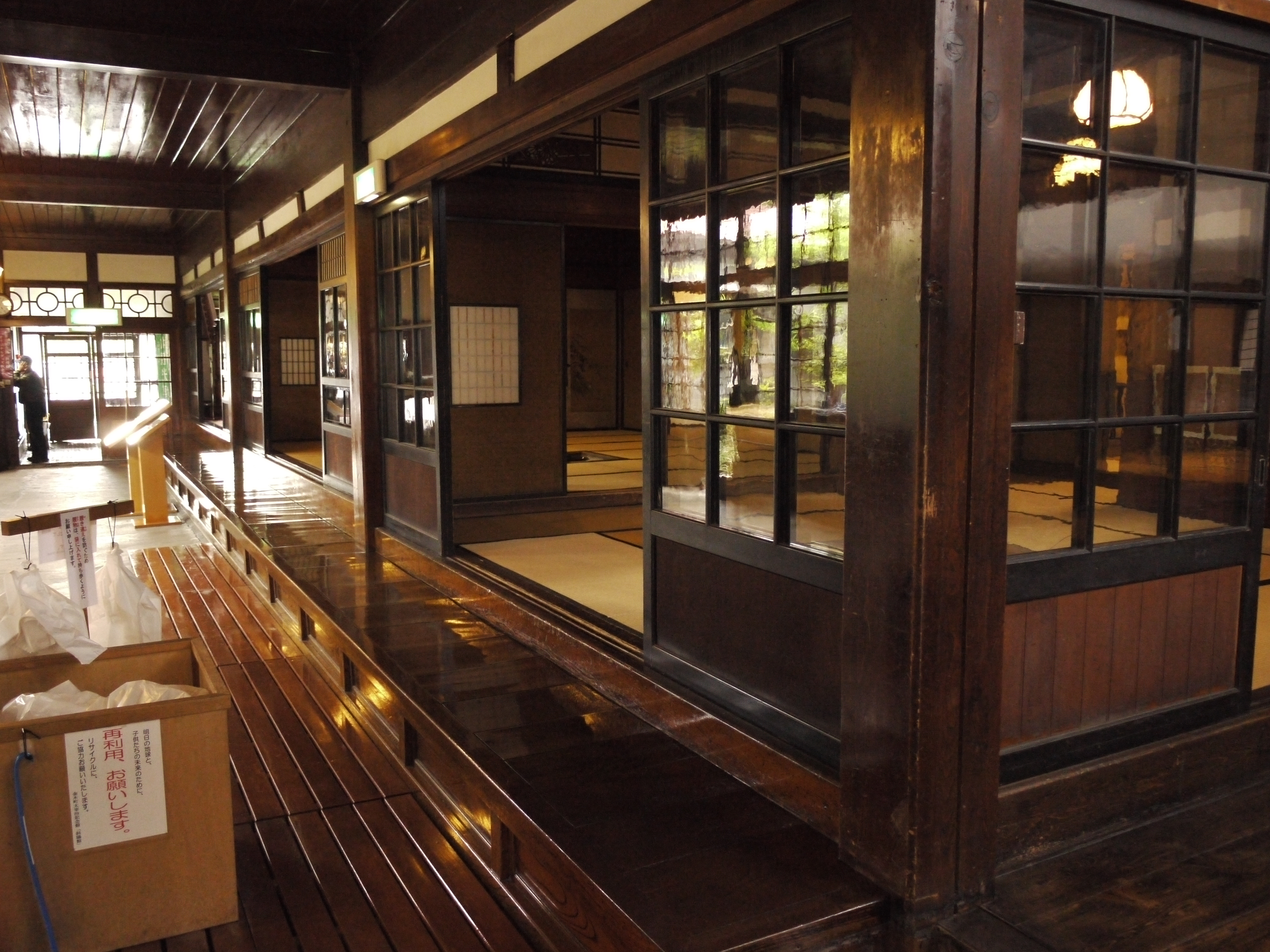
1階内部、手前の室は「常居」（2012年5月）
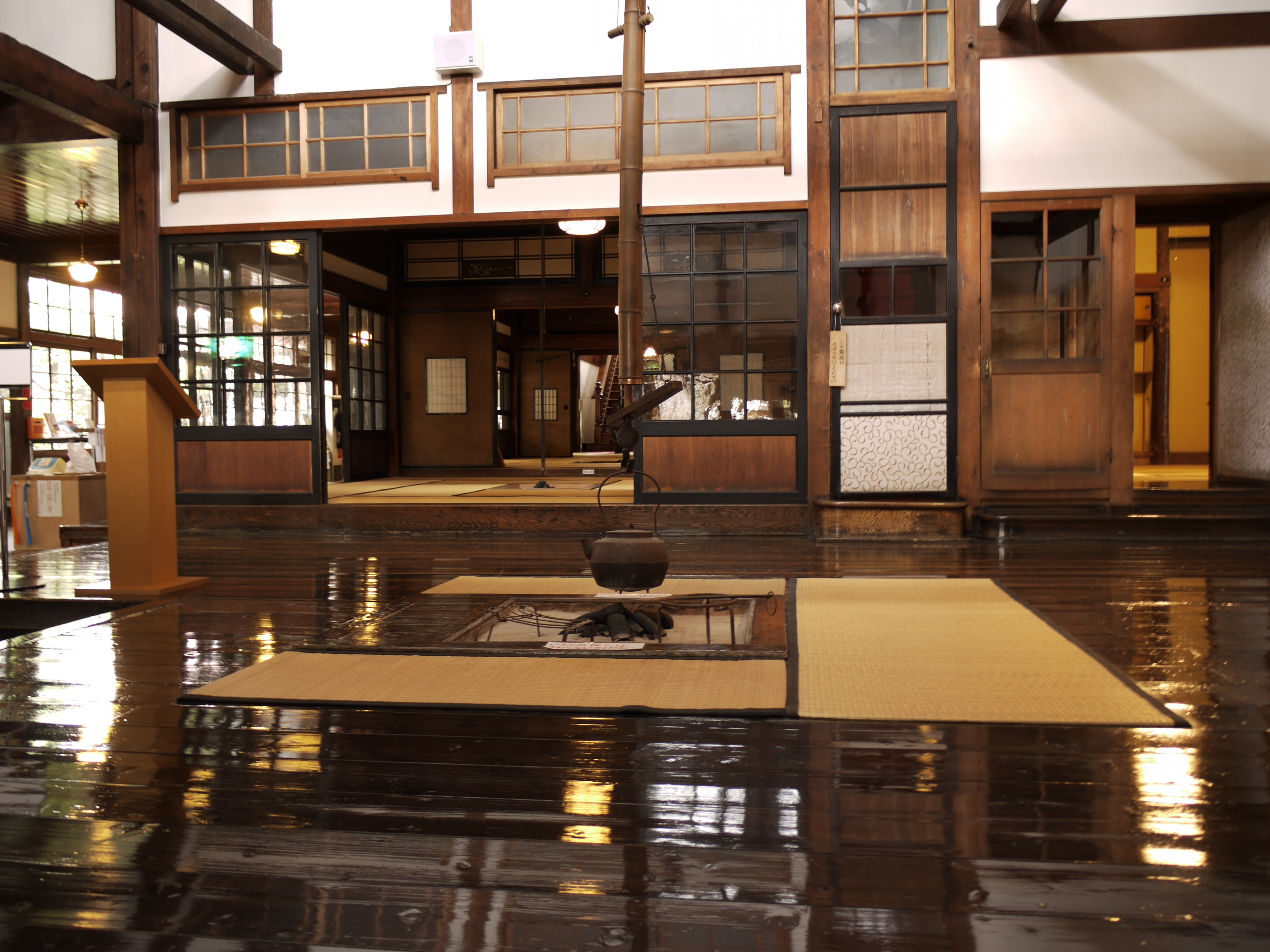
1階東側の板の間（2012年5月）
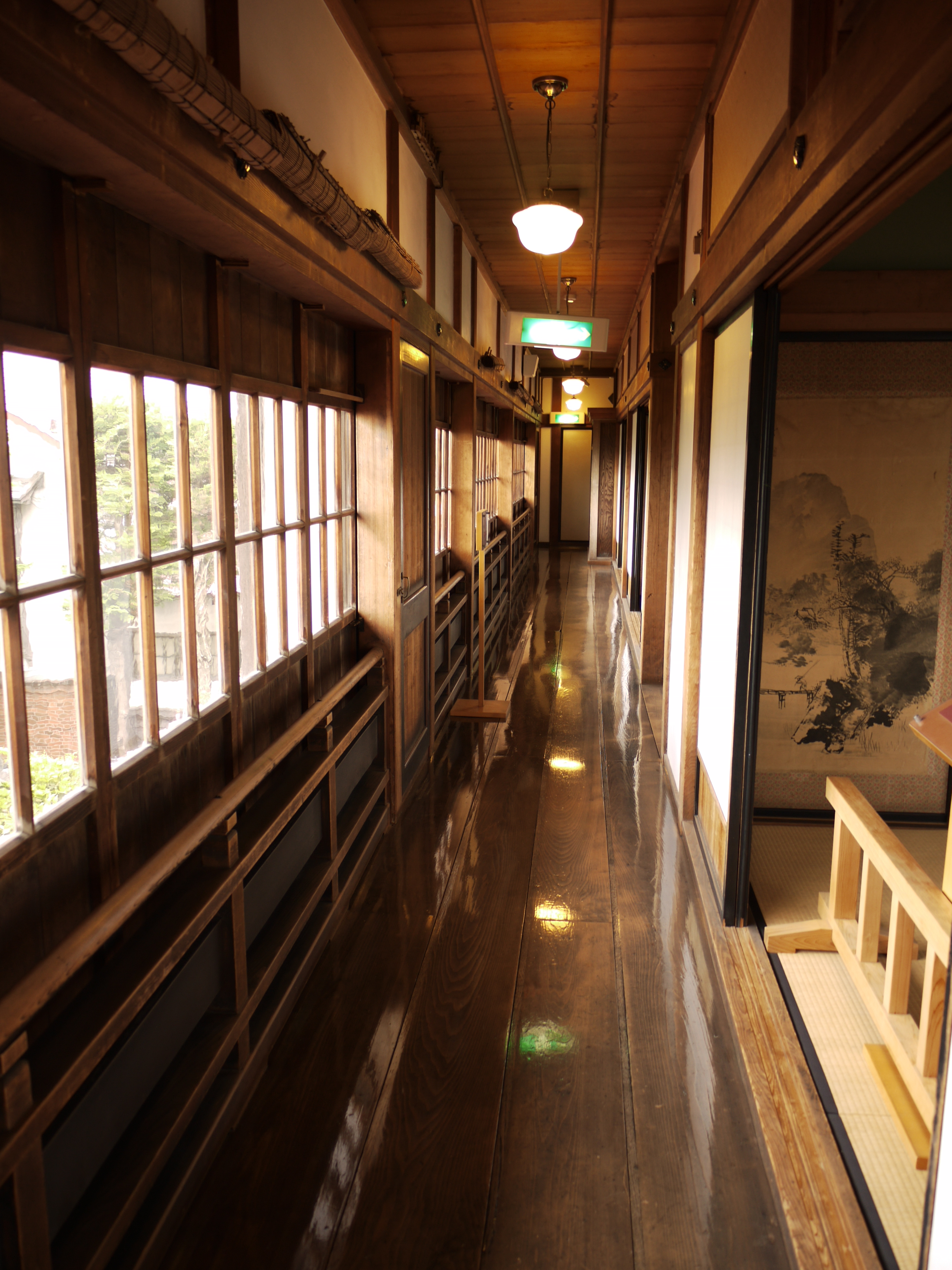
2階北側廊下（2012年5月）
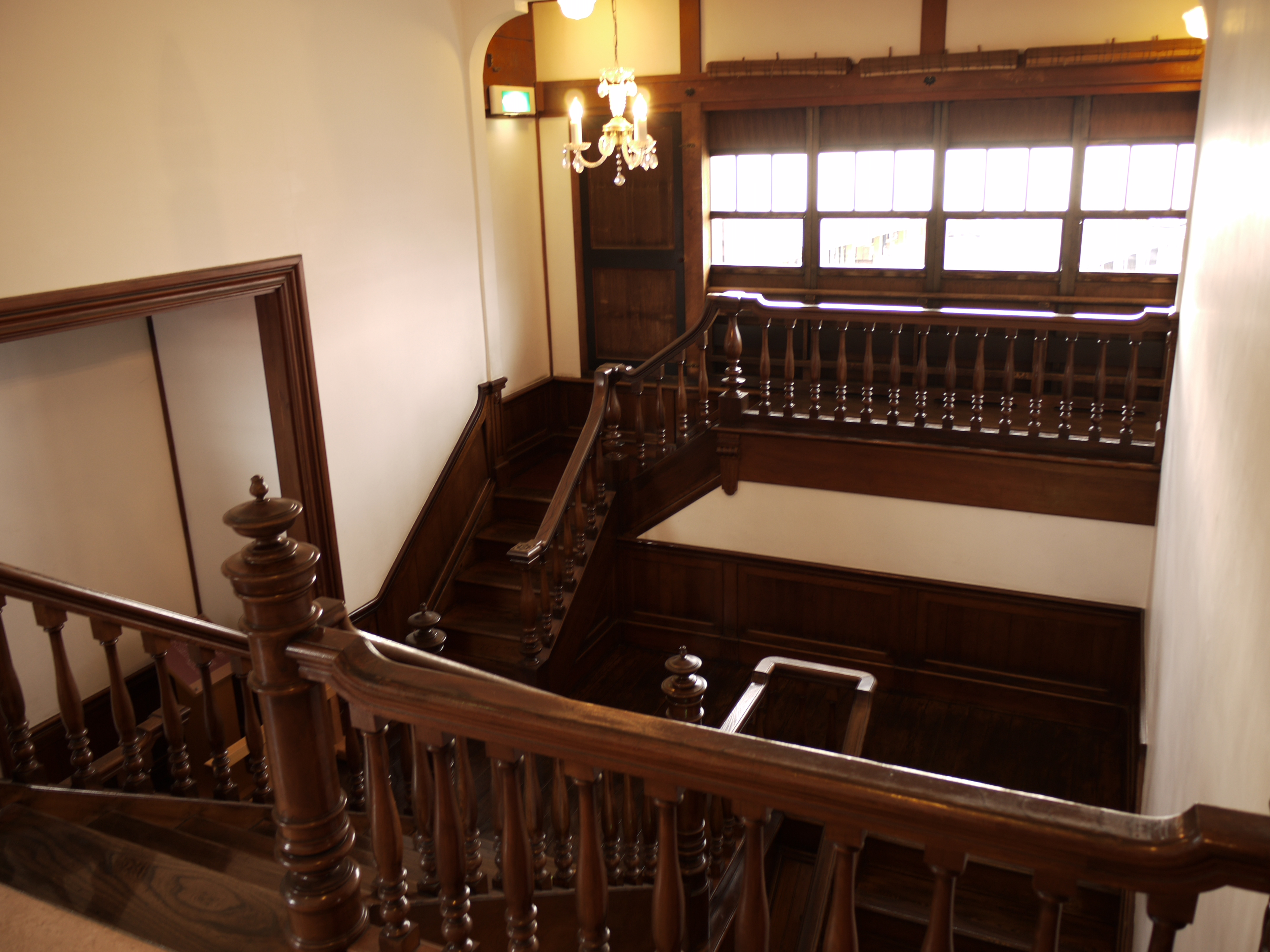
階段室（2012年5月）
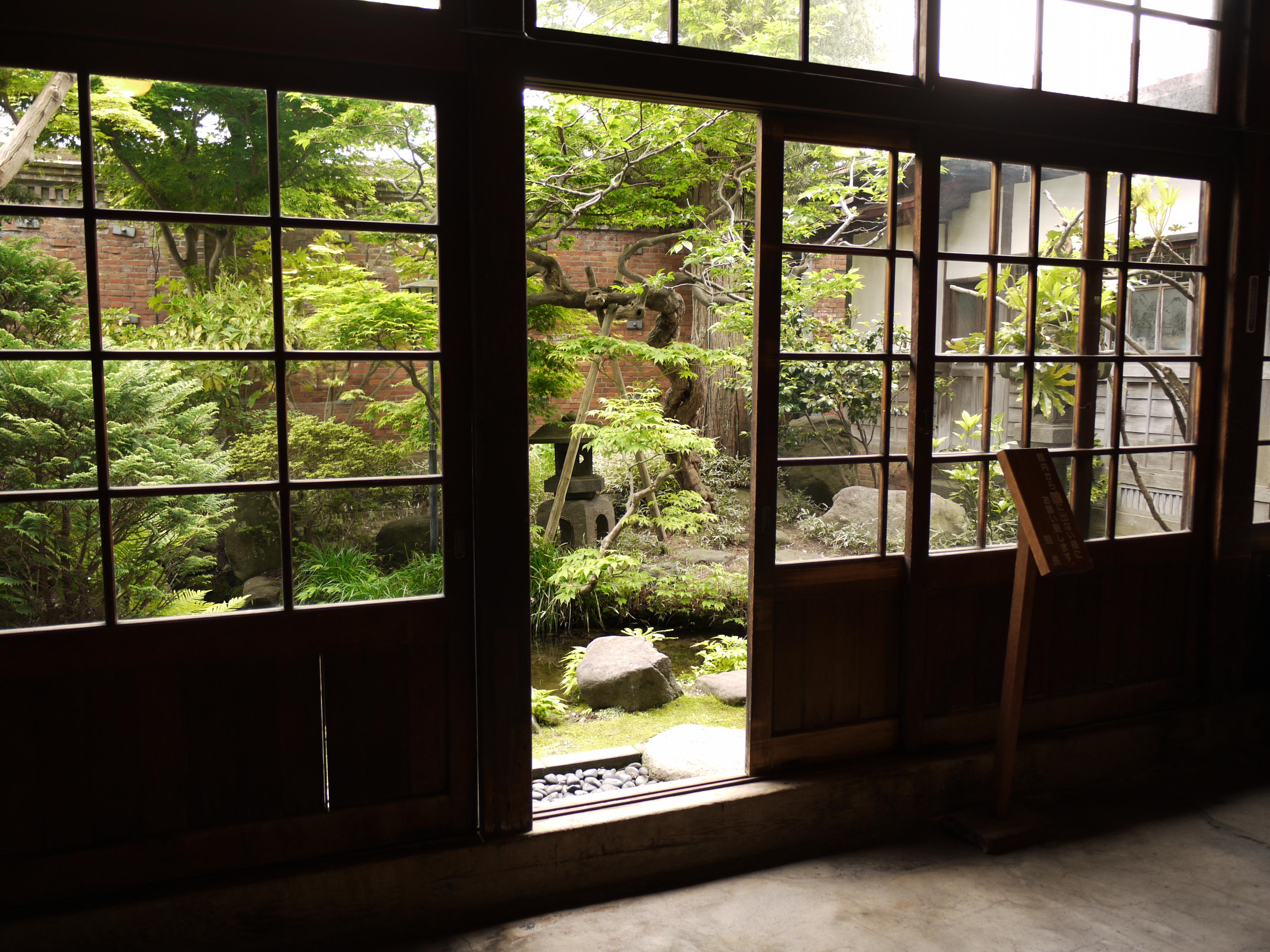
1階南側土間から庭園を見る（2012年5月）
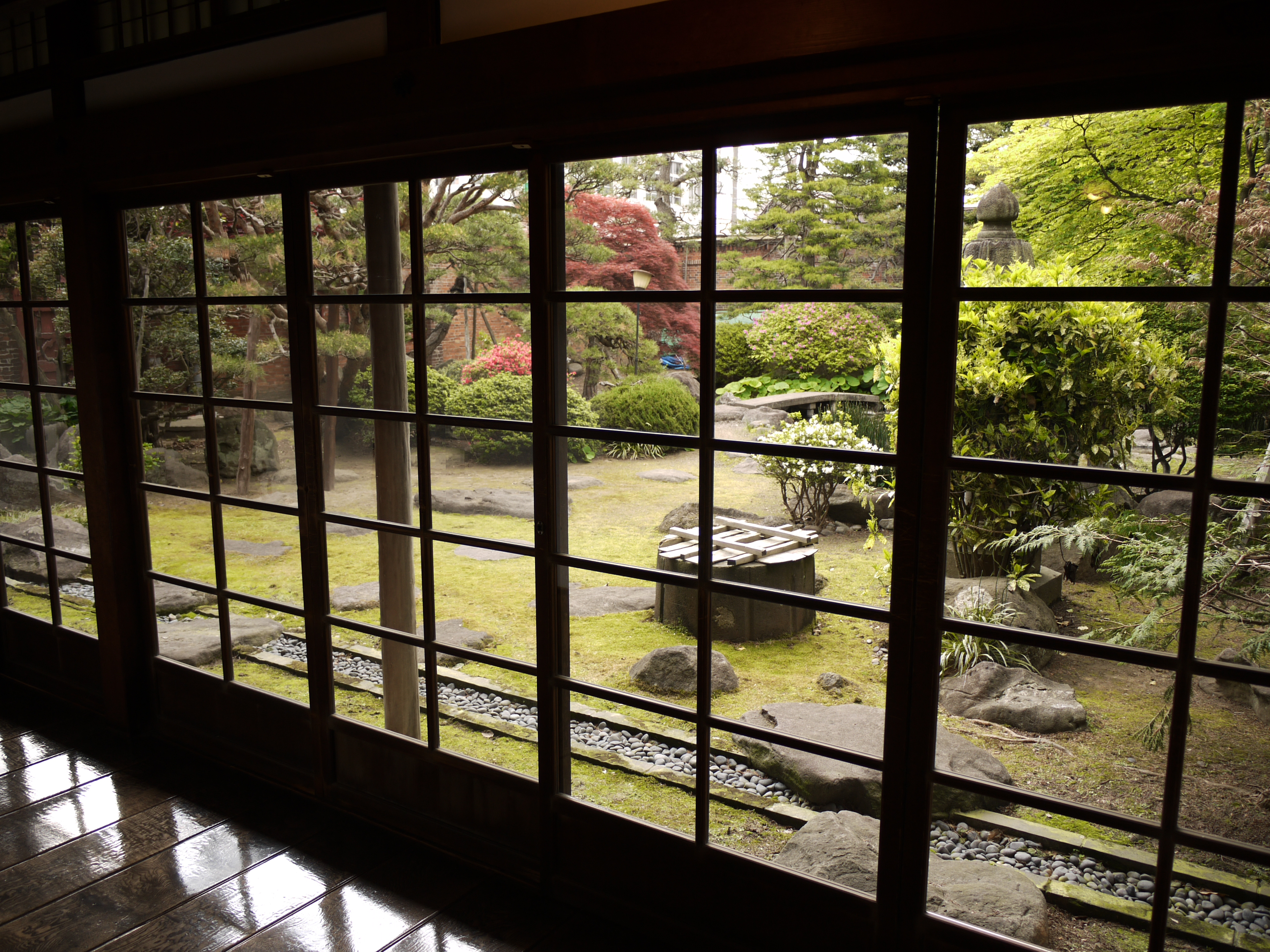
1階北側廊下から庭園を見る（2012年5月）
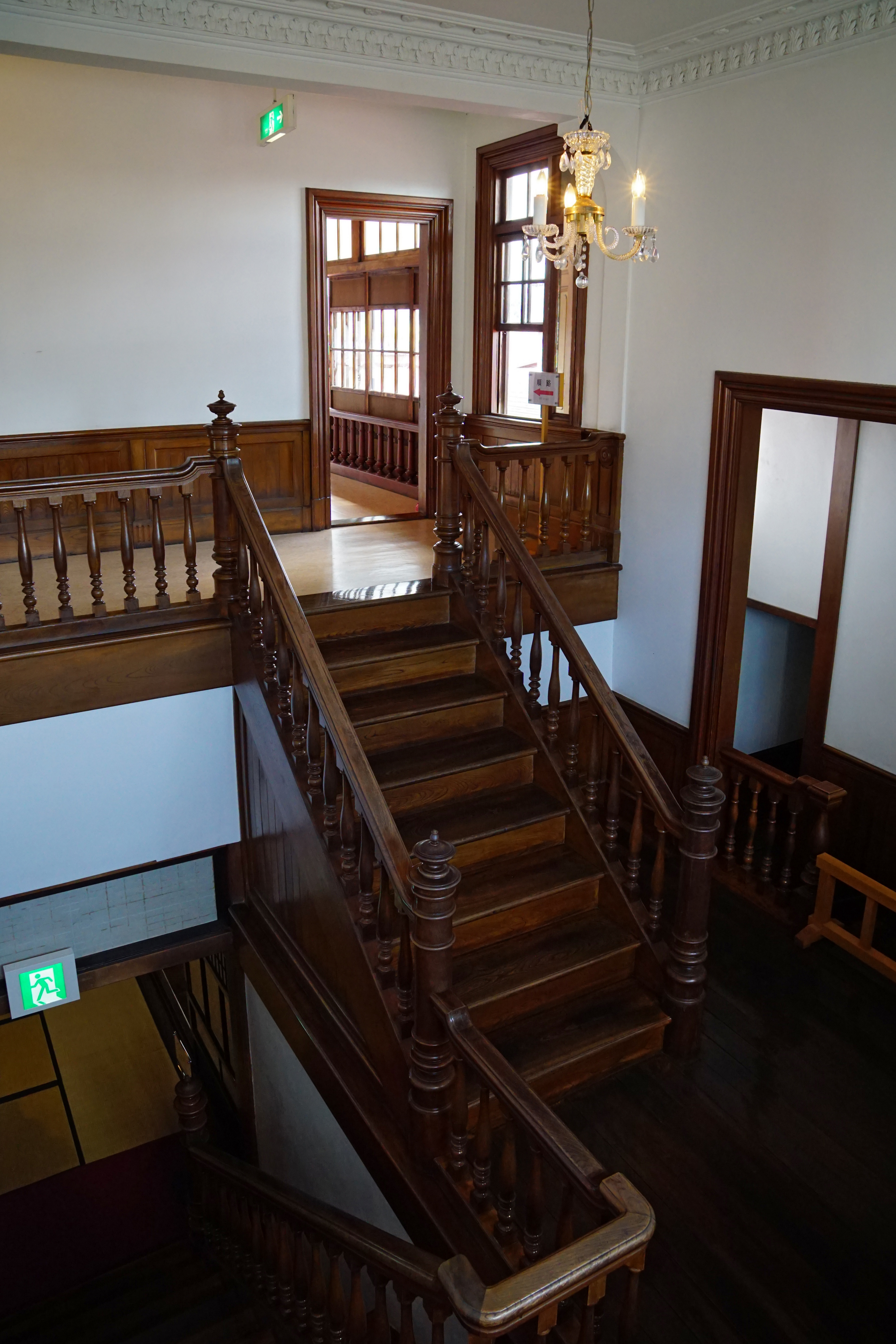
階段室（2014年9月）
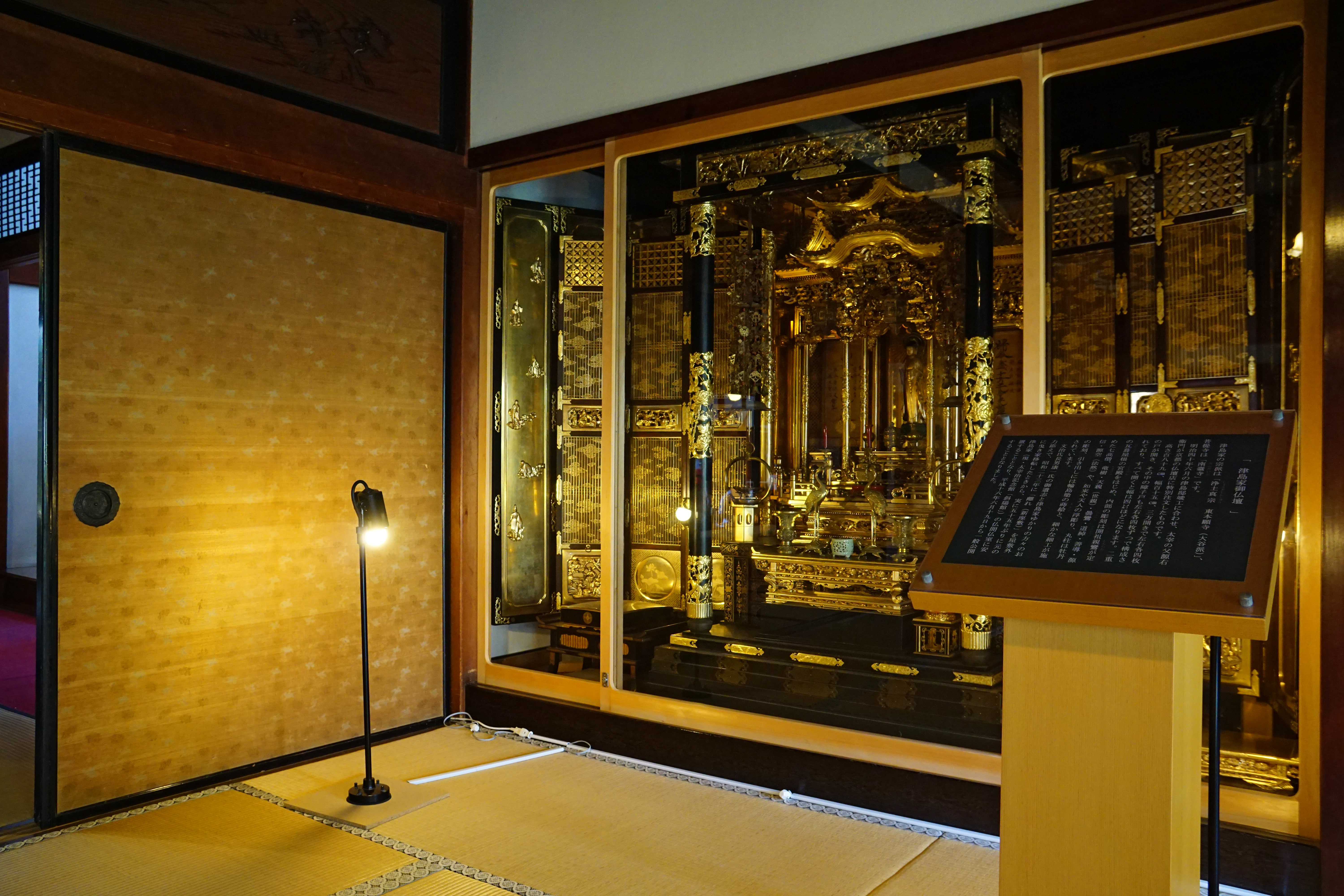
仏壇（2014年9月）
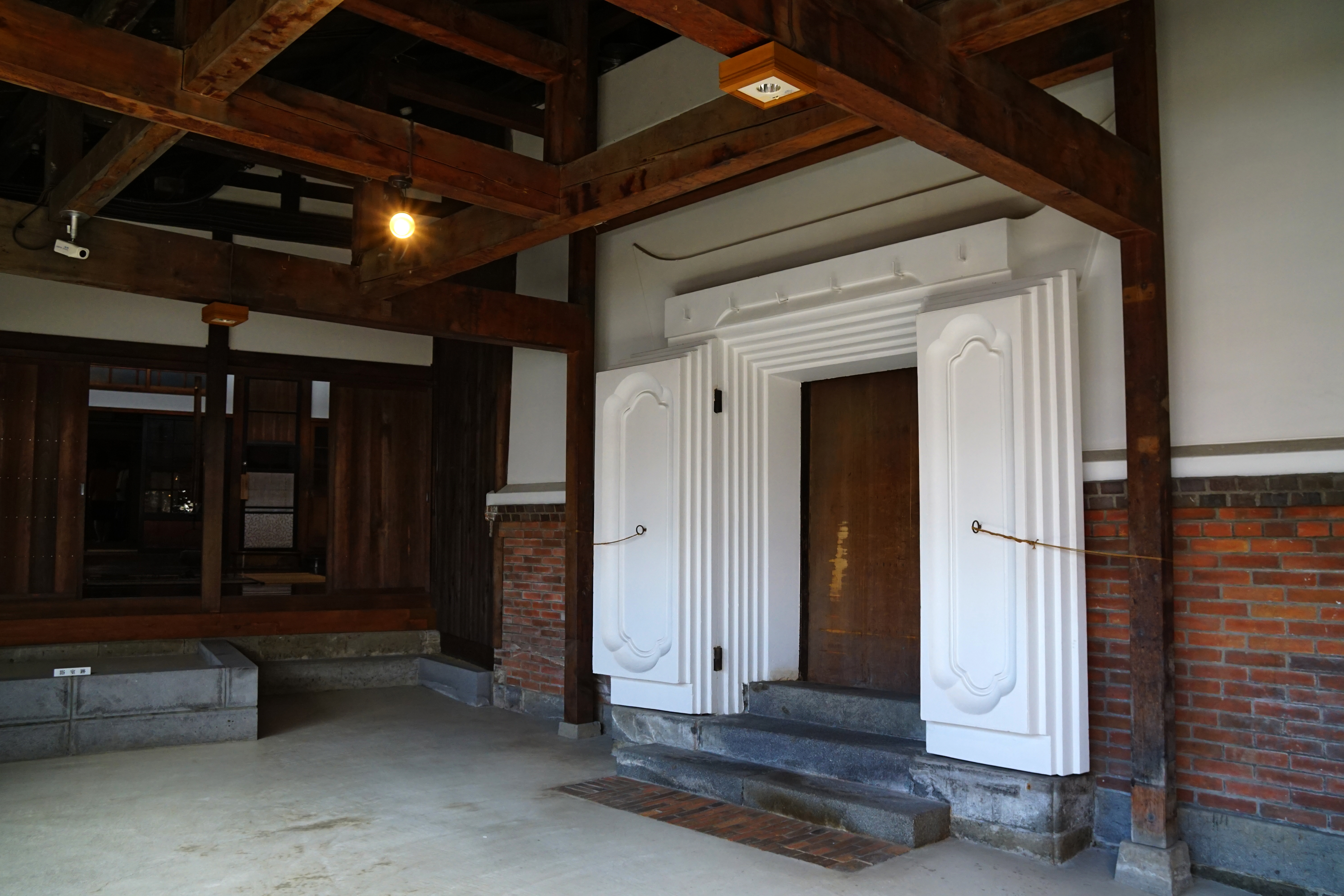
米蔵（2014年9月）
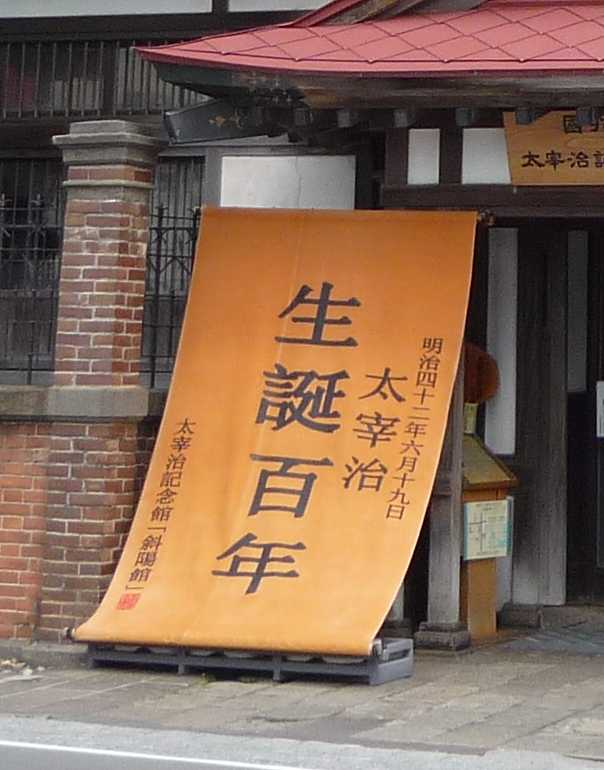
生誕百年の年（平成21年・2009年）に入り口に掲げられた垂れ幕